# B.A.P의 음반 외 활동 목록
다음은 대한민국 남성 가수 그룹 B.A.P의 음반 외 활동 목록이다.

### 버라이어티 쇼
- 2012년 SBS MTV Ta-dah! It's B.A.P
- 2012년 SBS MTV B.A.P Diary
- 2012년 Mnet 와이드 연예뉴스 - 킬링캠프
- 2011년-2012년 MBC 일밤 - 룰루랄라 (용국)
- 2015년 MBC 일밤 - 《미스터리 음악쇼 복면가왕》 (대현 - 히트제조기 프레시맨)
- 2016년 MBC 《듀엣가요제》 대현
- 2016년 MBC MUSIC 《B.A.P의 어느 멋진 날》
- 2017년 JTBC2 《송지효의 뷰티뷰》 힘찬, 영재
- 2017년 MBC 일밤 - 《미스터리 음악쇼 복면가왕》 (영재 - GOAL때리는 헤딩천재 조기축구회)
- 2018년 K STAR 《오지GO 지리GO》
- 미정 FashionN 《B.A.P의 트레인스》

### 콘서트
2013 Live On Earth Seoul
- 02.23 ~ 02.24 올림픽공원 올림픽홀

2013 Live On Earth PACIFIC TOUR
- 05.07 LA Club Nokia
- 05.10 샌프란시스코 The Arfield
- 05.14 워싱턴 D.C Best Buy Theater
- 05.17 뉴욕 Times Center NYC
- 05.24 ~ 25 도쿄 파시피코 요코하마 국립대홀
- 06.09 중화민국
- 08.08 싱가포르
- 06.22 홍콩

2013 LIVE ON EARTH SEOUL WANTED, 2013
- 08.17 ~ 08.18 올림픽공원 올림픽홀

2014 LIVE ON EARTH SEOUL ATTACK
- 03.08 ~ 03.09 올림픽공원 핸드볼경기장